# Vince Lia
Vince Lia (* 18. März 1985 in Shepparton) ist ein australischer Fußballspieler. Der Mittelfeldspieler steht seit 2007 in der A-League bei Wellington Phoenix unter Vertrag.

## Karriere
Lia spielte bereits 16-jährig für South Melbourne in der National Soccer League. Bis zur Einstellung der Liga im Jahre 2004 absolvierte er insgesamt 51 Erstligaspiele. 2005 hielt er sich in der Victorian Premier League bei Fawkner-Whittlesea Blues, einem Zusammenschluss der Klubs Fawkner Blues und Whittlesea Stallions, fit.
Mit der Gründung der A-League wurde er von Melbourne Victory unter Vertrag genommen, kam aber in den beiden Spielzeiten bei Victory nicht über die Rolle eines Ergänzungsspielers hinaus; beim Meisterschaftsgewinn 2007 wurde er in den Finals nicht eingesetzt. Sein Vertrag bei Melbourne wurde zum Saisonende nicht mehr verlängert und er unterschrieb daraufhin beim neuseeländischen Ligakonkurrenten Wellington Phoenix. In seiner ersten Saison bei Wellington zwang ihn eine Oberschenkelverletzung zu Saisonbeginn zu einer zweimonatigen Zwangspause; Lia konnte im Anschluss aber einen Stammplatz erkämpfen und verlängerte in der Saisonpause seinen Vertrag bis 2010. In der Saisonvorbereitung für die Spielzeit 2008/09 erlitt er einen Kreuzbandriss im linken Knie und fiel damit für die gesamte Saison aus.
Lia nahm mit der australischen U-20-Auswahl an den Junioren-Weltmeisterschaften 2003 und 2005 teil. Insgesamt kam er dabei auf vier Turniereinsätze, 2005 führte er sein Team in einer Partie als Kapitän aufs Feld.

## Erfolge
auf Vereinsebene:
- Australischer Meister: 2006/07
- A-League Premiership: 2006/07